# Flaschengeist

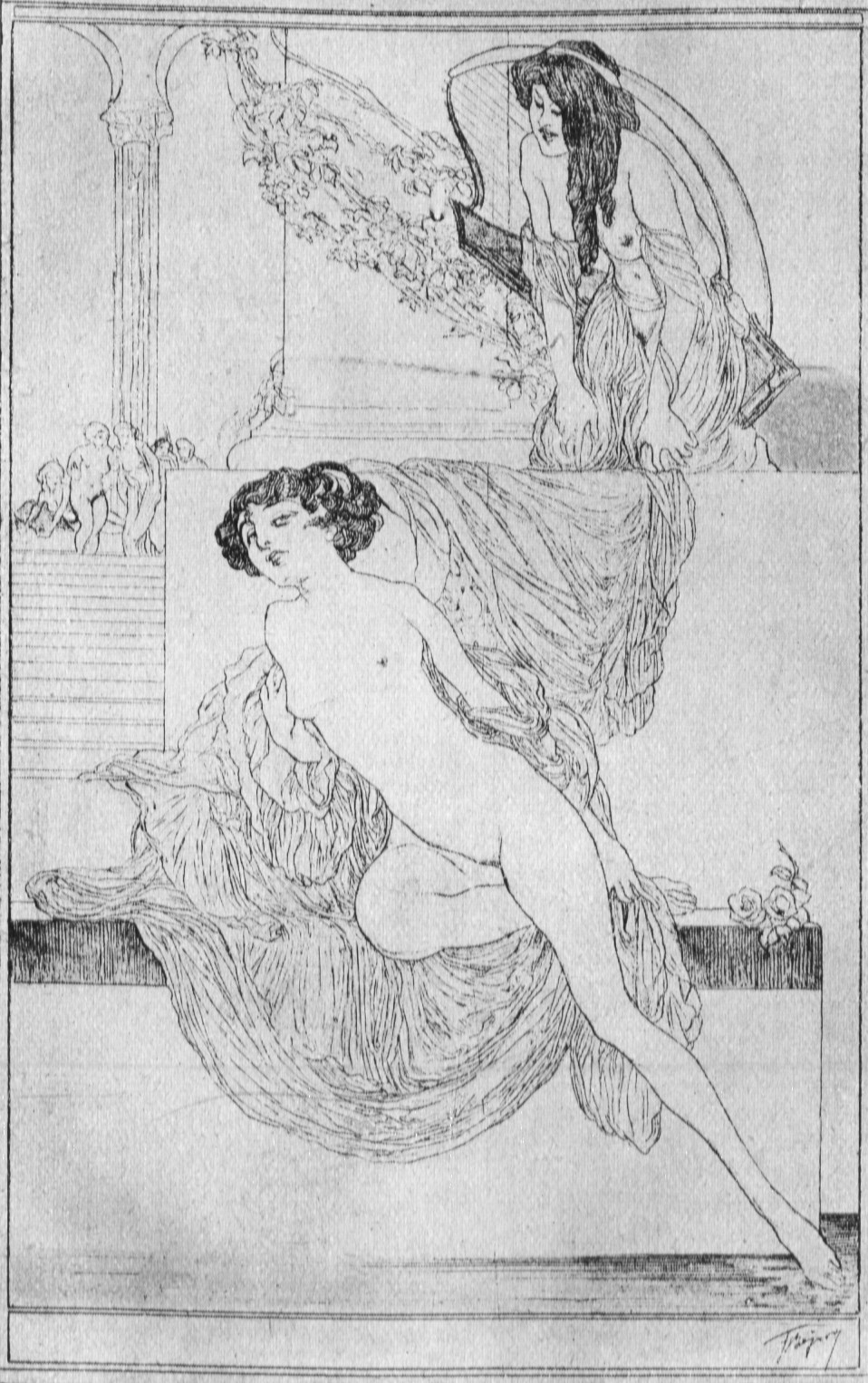
Franz von Bayros: Manar es-Sana und Tohfe. Der junge Goldschmied Hasan kann auf einer abenteuerlichen Reise eine wunderschöne Prinzessin zur Gemahlin erobern, aber nur durch eine List: Er raubt ihr das Federkleid, mit dem sie sich in einen Vogel verwandeln kann, denn die Prinzessin ist Manar es-Sana, die jüngste Tochter des mächtigen Großkönigs der Dschinn.

Ein Flaschengeist ist eine Mythen- und Märchenfigur. Er muss seinem Befreier lebenslang dienen oder ihm eine gewisse Anzahl Wünsche erfüllen, meist mit Einschränkungen. Der Wunsch darf z. B. nur einmal ausgesprochen werden. Dieses Motiv ist seit den morgenländischen Erzählungen aus Tausendundeiner Nacht bekannt und auf der ganzen Welt umfassend rezipiert worden. In der deutschen Literatur debütiert der Flaschengeist in Faust. Der Tragödie zweiter Teil als Homunkulus. Von einem Flaschengeist zu unterscheiden ist der dienstbare Geist, der als Mephistopheles um Beistand angerufen oder als Paredros magisch herbeigezwungen wurde.

## Ursprünge
Die vermutlich aus Indien stammenden mittelpersischen Tausend Erzählungen, die bereits das Strukturprinzip der Rahmenerzählung hatten, wurden Mitte des 9. Jahrhunderts unter dem Titel Alf Layla ins Arabische übersetzt. Später kamen einzelne Geschichten hinzu, wie Der Fischer und der Dämon sowie der Zyklus vom Kaufmann und Dschinni, die den Band auf einen Erzählumfang von 1001 Nächte gebracht haben sollen. Aus dem Jahre 1150 ist eine Fassung unter dem Titel Alf Layla wa-Layla dokumentiert. Die Forschung vermutet den Beginn der arabischen Überlieferung in Bagdad.
Ein Flaschengeist gilt als persisches Motiv in der griechischen und arabischen Märchenwelt. Im antiken Griechenland ist es der historisch belegte, sagenumwobene König Gyges, im arabischen Raum Aladin. Klassische Erzählungen des Gyges-Stoffes finden sich bei Herodot, Xanthos dem Lyder sowie bei Platon. Hier kommt allerdings nirgendwo ein Flaschengeist vor, sondern – nur bei Platon – ein magischer, unsichtbar machender Ring, mit dem Gyges als Sohn eines einfachen Hirten die Macht an sich reißt; doch Platons Geschichte weist große Ähnlichkeiten mit der von Aladin auf. Das Motiv des unbedachten Wunsches an eine Macht, die in der Lage ist, diesen zu erfüllen, und dies auch konsequent tut, kommt in einer berühmten mythischen Anekdote um Midas vor (hier ist die Macht Dionysos und der Wunsch, dass alles, was Midas berührt, zu Gold werde).

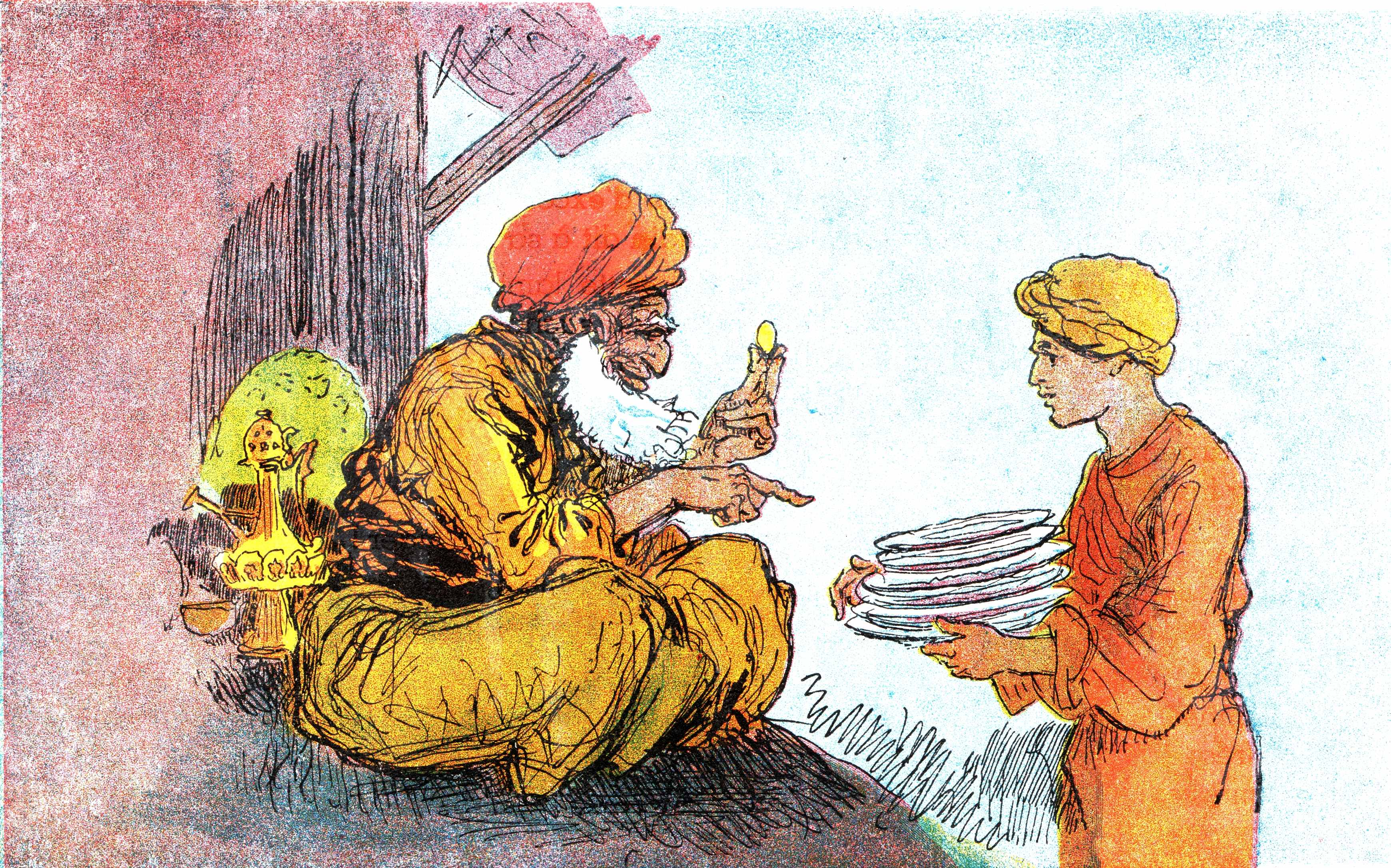
Albert Robida (1846–1926). Illustration zu Aladin

In der orientalischen Erzählwelt verkörpert der Flaschengeist einen Geist, der sich gegen ranghöhere Geister auflehnte und zur Strafe in einer verschlossenen Flasche eingesperrt wurde, aus der er sich nicht befreien kann. Er ist jedem Menschen zum Dienst verpflichtet, der diese Flasche öffnet und ihn befreit. Sterbliche können sie befreien, indem sie die Flasche öffnen oder sie reiben. Ab 1704 übersetzte der französische Orientalist Antoine Galland das Werk ins Französische. Dabei ergänzte er es um einige Geschichten, wie die von Aladin und die Wunderlampe, in der Aladin mithilfe des dienstbaren Geistes mächtig und reich wird. Diese und andere Ergänzungen, wie Ali Baba und die vierzig Räuber, ließ sich Galland 1709 von dem in Paris lebenden maronitischen Christen Hanna Diyab in die Feder diktieren. Diese insgesamt 14 Ergänzungen prägen das Bild, das die westliche Welt von den Erzählungen aus Tausendundeiner Nacht hat, vermutlich stärker als die arabischen Handschriften der Originalquelle. In Drama, Oper und Film gibt es viele Adaptionen dieser Geschichte.
August Ernst Zinserling übersetzte das Werk von Galland 1823 bis 1824 ins Deutsche. Anschließend entstand Faust. Der Tragödie zweiter Teil mit der Figur des künstlichen Menschleins Homunkulus in der Phiole. Johann Wolfgang von Goethe kannte Zinserling.
Durch Übersetzungen nah-östlicher Geschichten im Kolonialzeitalter kam es, dass man Flaschengeister als Dschinn bezeichnete. Diese haben aber nur wenig Ähnlichkeiten mit den Dschinn aus der islamischen Mythologie.

## Bedeutung und Funktion

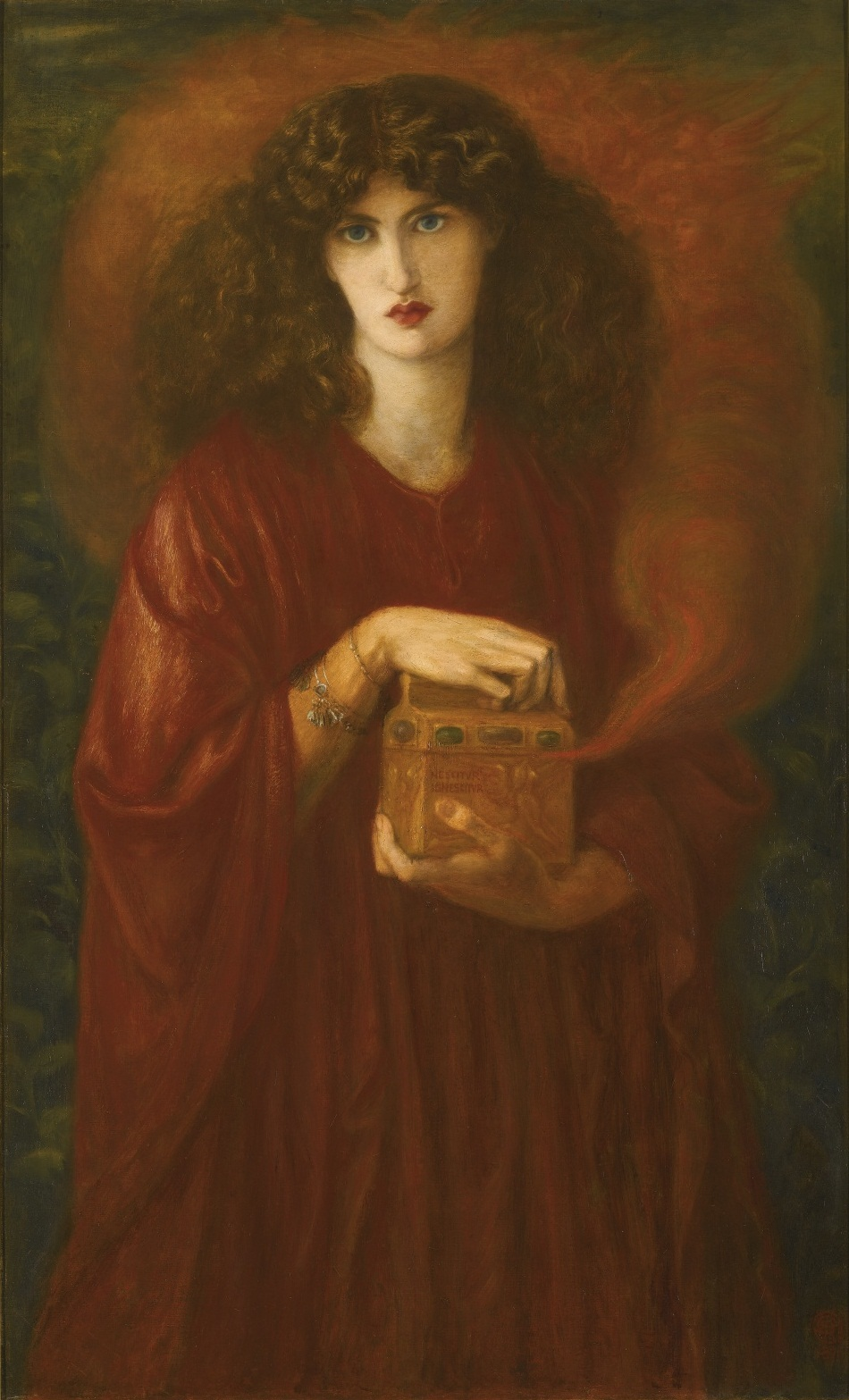
Dante Gabriel Rossetti – Pandora

In Märchen und Sagen gibt es eine Vielzahl dienstbarer Geister, die nach ihren Aufenthaltsorten voneinander unterschieden werden: Der alpenländische Tattermann, der schlesische Rübezahl und Skandinaviens Troll. Im Vorderen Orient gibt es den bösen Dev und den arabischen Gül. Trotz dieser regionalen Differenzierung erscheint es unmöglich, die Geisterwelt zu systematisieren. Deshalb ist es angebracht, von ihrer Funktion als Handlungsträger auszugehen, denn trotz ihrer Heterogenität erfüllen sie meistens die gleichen Aufgaben. Im Märchen legen sie als Helfer eine optimistische Grundhaltung an den Tag. In der eher pessimistischen Sage steht der Mensch dem dienstbaren Geist oft schutzlos gegenüber. Das Flaschengeist-Motiv als literarisches Motiv ist weit optimistischer als das verwandte der Büchse der Pandora. Während der Flaschengeist überlistet werden kann, vollzieht sich das Verhängnis der Pandora seit Hesiod unaufhaltsam.
In Märchenerzählungen verspricht der Geist, jeden Wunsch zu erfüllen, solange die Flasche verschlossen ist. Im geöffneten Zustand bringt der Inhalt der Flasche tödliche Gefahren. In politischen Darstellungen wird die Metapher des Flaschengeistes häufig zur Charakterisierung einer selbstverschuldeten Gefahr verwendet. Ein Beispiel ist der Flaschengeist der Globalisierung, der ein Ausscheren aus dieser Entwicklung mit dem volkswirtschaftlichen Ruin bestrafen würde. Bezahlsysteme, die aus Smartphones eine digitale Brieftasche machen, sind als Flaschengeister der Subversion in der digitalen Welt bezeichnet worden. In diesem Zusammenhang dient der Flaschengeist als Bild für einen selbstverschuldeten Konsumismus.
Es gibt Physiker, die zirkuläre Entitäten als Dschinn bezeichnen, weil sie sich selbst heraufbeschwören. In dem Film Somewhere in Time erhält der Protagonist von einer alten Frau eine goldene Uhr. Anschließend unternimmt er eine Zeitreise in die Vergangenheit und schenkt derselben Frau in ihrer Jugend genau diese Uhr. Es stellt sich die Frage, wie diese Uhr entstanden ist. Sie war nie in einer Uhrenfabrik, sie hat keinen Schöpfer, sie scheint eine causa sui zu sein. Der Philosoph Jim Holt sagt: „Die Existenz dieser goldenen Uhr ist so unerklärlich, wie es die Existenz des Gedichts Kubla Khan wäre, wenn ich eine Zeitreise in den Herbst 1797 unternommen und es einem dankbaren Coleridge diktiert hätte, der es dann veröffentlicht hätte, sodass ich es zwei Jahrhunderte später hätte auswendig lernen können. Könnte irgendwas dem Prinzip des zureichenden Grundes krasser widersprechen als ein Gedicht, das sich selbst dichtet und eine Uhr, die sich selbst hervorzaubert?“

## Rezeption und Verbreitung des Motivs
2004 wurde der 300. Jahrestag der ersten europäischen Übersetzung der Erzählungen aus Tausendundeiner Nacht gefeiert. Aus diesem Anlass hat die UNESCO das Werk auf die Liste der von ihr unterstützten Anlässe kultureller Gedenkjahre gesetzt. Ebenso wie dieses Werk hat auch der Flaschengeist zur Konstituierung der westlichen Kulturen beigetragen. Er ist zu einer Quelle der Fantasie geworden, vor allem in der Literatur, in der Musik, im Film und in der Malerei. In der Literaturwissenschaft ist dieses Phänomen als Orientalismus bekannt. Die westliche Rezeption ist auch stereotyper Ausdruck einer faszinierenden und attraktiven Seite des Orients geworden und versinnbildlicht die westliche Wunschvorstellung nach einem glücklichen Leben. Vor diesem Hintergrund bedienen sich auch vor allem die Verhaltenswissenschaften sowie die Informatik der mit dem Flaschengeist verbundenen westlichen Vorstellungswelt.

### Schöngeistige Literatur
Bereits 1796 – also rund 90 Jahre nach der ersten europäischen Übersetzung der Erzählungen aus Tausendundeiner Nacht durch den Franzosen Antoine Galland – verwendet Samuel Taylor Coleridge in seinem Gedichtfragment Kubla Khan für seinen Protagonisten das Motiv des Dschinn.

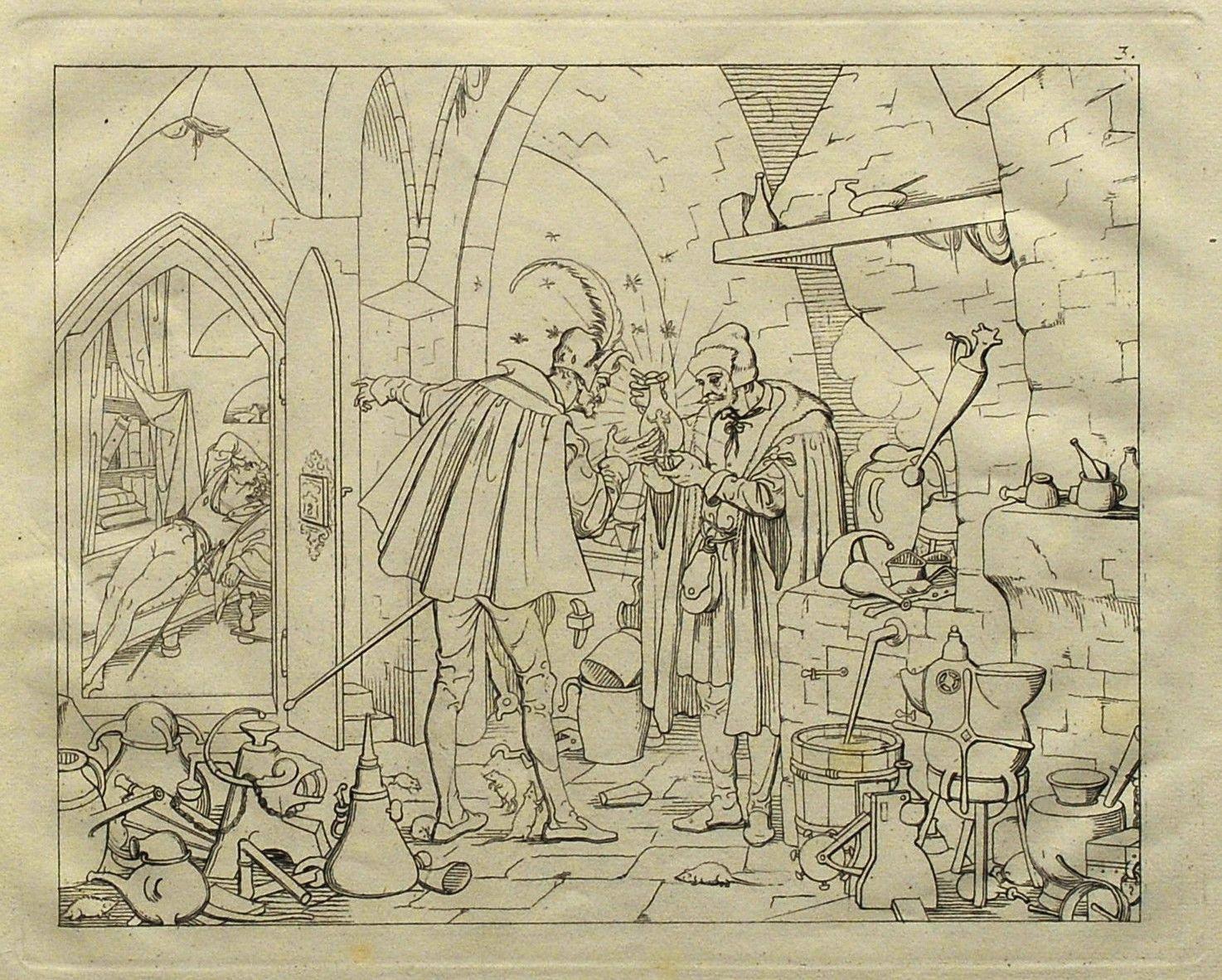
Homunkulus in der Phiole: „Was gibt’s zu tun?“ Mephistopheles, auf eine Seitentüre deutend: „Hier zeige deine Gabe“ (Die Traumbilder des schlafenden Faust zu beschreiben) (Umriss-Radierung nach Moritz Retzsch 1836)

In Goethes Faust. Der Tragödie zweiter Teil schafft Famulus in seinem Laboratorium auf chemische Weise einen Homunkulus, ein künstliches Menschlein, das einzig in einer Phiole überleben kann. Als er dort zum Leben erwacht, erkennt er seinen Vater. Dann schwebt er in seiner Flasche hinüber zu Faust. Homunkulus kann Fausts Träume lesen. Er wickelt ihn in den fliegenden Mantel und bringt ihn in das antike Griechenland, wo sich Faust auf die Suche nach Helena macht. Homunculus hat eigene Reisepläne. Er möchte aus seinem Fläschchen hinaus und sich weiterentwickeln, also Gestalt annehmen. Die Kräfte der Natur sollen ihm helfen. Er wird dem Meergott Nereus vorgestellt, der hellseherische Fähigkeiten hat. Er schickt ihn weiter mit den Worten: „Im weiten Meere musst du anbeginnen!/ Da fängt man erst im Kleinen an.“ Auf dem Rücken eines Delphins kann Homunkulus das Reich des Anbeginns durchstreifen. Er ruft sich in Erinnerung, was Proteus sagte: „Das Erdetreiben, wie’s auch sei,/ ist immer doch nur Plackerei/ Denn bist du erst ein Mensch geworden,/ dann ist es völlig aus mir dir.“
1810 entstand Eine Geschichte vom Galgenmännlein von Friedrich de la Motte Fouqué. Hier ist nicht der Protagonist Reichard der Bannende über den Flaschengeist, sondern der Flaschengeist der Herrscher über Reichard. Reichard ist in der Rolle eines jungen deutschen Kaufmanns, der sich während des Dreißigjährigen Krieges in Venedig befindet. Da er dort über seine finanziellen Verhältnisse lebt, gerät er schnell in Bedrängnis. Er lernt einen Spanier kennen, der ihm ein kleines, in einer Flasche eingesperrtes Teufelchen zeigt, nämlich das Galgenmännlein. Dem Besitzer des Galgenmännleins wird jeder Wunsch erfüllt, der materiell ist. Als Gegendienst darf das Teufelchen sich der Seele seines Besitzers bemächtigen. Davon kann sich der Besitzer einzig durch einen Verkauf des Flaschengeistes befreien. Dabei muss er von dem Käufer einen niedrigeren Geldbetrag verlangen, als er selber zuvor bezahlt hat. In seiner Not wünscht sich Reichard fünf Dukaten, dieser Wunsch wird ihm erfüllt. Es geht im gut, er kehrt zu seinem alten Lebensstil zurück. Als er krank wird, wird ihm sein Wunsch nach Genesung verwehrt. Daraufhin trennt sich Reichard von dem Flaschengeist, er verkauft ihn an seinen Arzt. Auf schicksalhafte Weise kauft Reichard das Galgenmännlein immer wieder zurück. Am Ende der Geschichte bezahlt er dafür nur noch einen Heller, wodurch ein weiterer Verkauf ausgeschlossen ist, es gibt keinen kleineren Geldbetrag. Reichard bleibt dem Teufel ausgeliefert. Rettung wird ihm aber letztlich doch noch zuteil, als er auf einen Mann trifft, der seine Seele sowieso längst dem Teufel verschrieben hat und ihm das Galgenmännlein mit frisch geschlagenen Halbhellern abkauft.
In dem Märchen Der Geist im Glas der Gebrüder Grimm fungiert ein Konflikt zwischen Vater und Sohn – er studiert Medizin – als Rahmenhandlung. Das der Geschichte von dem Fischer und seinem Dämon (Sammlung 1001 Nacht) entlehnte Motiv des Flaschengeistes ist in diesen erzählerischen Rahmen eingebettet und verbindet sich mit dem vom Vater verkannten Genie des Studenten. Der Sohn findet im Wald ein froschähnliches Lebewesen in einer Glasflasche. Als er es herauslässt, droht der Geist, ihn zu töten. Mithilfe einer List gelingt es dem Sohn, dass der Geist wieder in seine Flasche zurückgeht. Als der Geist ihm eine hohe Belohnung verspricht, lässt er ihn abermals heraus. Der Geist gibt ihm einen kleinen Lappen, der – auf die Vorstellungswelt im Mittelalter Bezug nehmend – Metalle in Silber verwandeln und Wunden heilen kann. Dadurch erlangt der Student Reichtum und Erfolg und wird zu einem anerkannten Arzt. Im Mittelalter stellte man sich einen Geist als eine Art Gas vor, das sich komprimieren und wieder ausdehnen lässt.
Die Brüder Grimm greifen das Motiv des Flaschengeistes auch in ihrer Sage Spiritus Familiaris auf, wobei sie auf das Galgenmännlein Bezug nehmen. Ein vom Unglück verfolgter augsburgischer Rosstäuscher wird überredet, den Flaschengeist zu kaufen. Später will seine Frau, dass er sich wieder von dem Geist trennt, aber seine Versuche schlagen fehl: „In einer Nacht stand sie auf, zog es hervor und öffnete es. Da flog eine schwarze summende Fliege heraus und nahm ihren Weg durch das Fenster hin. Sie machte den Deckel wieder darauf und steckte es an seinen Ort, unbesorgt, wie es ablaufen würde. Allein von Stund an verwandelte sich all das vorherige Glück in das empfindlichste Unglück. Die Pferde fielen um oder wurden gestohlen. Das Korn auf dem Boden verdarb, das Haus brannte zu dreien Malen ab, und der eingesammelte Reichtum verschwand zusehends. Der Mann geriet in Schulden und ward ganz arm, so daß er in Verzweiflung erst seine Frau mit einem Messer tötete, dann sich selbst eine Kugel durch den Kopf schoß.“
Der Flaschengeist: Ein romantisches Puppenspiel für Kinder in einem Vorspiel und drei Akten von Otto Schulz-Heising wurde erstmals 1944 in Potsdam veröffentlicht.
Astrid Lindgrens Mio, mein Mio (1951) handelt von dem kleinen Waisenjungen Bo – genannt Bosse –, der sich bei seinen Pflegeeltern nicht gut aufgehoben fühlt und sich deshalb auf die Suche nach seinem Vater und einem richtigen Zuhause macht. In einem Park bemerkt er eine Bierflasche, die mit einem Stück Holz verschlossen ist. Bo kennt die Geschichten aus Tausendundeiner Nacht, und als er das Holzstück entfernt, kommt tatsächlich ein Geist heraus. Zur Belohnung erfüllt er Bos größten Wunsch und bringt ihn in das ferne Land, das von seinem leiblichen Vater als König regiert wird. Dadurch wird Bo, der von jetzt an nur noch Mio genannt wird, zum Prinzen dieses Reiches. Die Bewohner des Landes hoffen, dass Mio sie von dem bösen Ritter Kato befreit. Mio, mein Mio ist eine Entwicklungsgeschichte, denn Bo wird vom verschüchterten kleinen Jungen zu einem strahlenden Helden. Aber jetzt muss Bo seinen geliebten Vater wieder verlassen, um Kato zu bekämpfen. Kato lebt in einem Land aus Stein, und wer ihm nicht dienen will, wird in einen schwarzen Vogel verwandelt.
In Die Reise nach Tamerland (1984) von Angelika Mechtel gelangt die Protagonistin Emma mithilfe eines Flaschengeistes in das weit entfernte Tamerland. Emma ging das ständige Heimweh ihres türkischen Freundes Yüksel auf die Nerven. Durch ihre Reise erfährt sie am eigenen Leib, was es bedeutet, in einem fremden Land mit einer fremden Kultur leben zu müssen. Der kleine Flaschengeist „Karottenkerlchen“ mischt sich in die Handlung und verhilft Emma zu Erkenntnissen, die sie wegen ihrer vielbeschäftigten Eltern sonst nicht erlangt hätte. Der Roman beschreibt auf eine „fantastische“ Art und Weise, welche Herausforderungen Zuwanderer in Deutschland zu bestehen haben.
Jackson Pearce erzählt in ihrem Fantasy-Roman Drei Wünsche hast du frei (2010) aus der Perspektive eines unsterblichen Dschinn. Er verlässt seine eigene Welt und wird zu einem Mädchen im Teenageralter geschickt, das sich für gewöhnlich wünscht, dünner zu sein. Einzig die Auserwählte kann ihn sehen, für alle anderen Menschen ist der Dschinn unsichtbar. Das Mädchen ist aufgeregt und verwirrt, sodass sie auf das Drängen des Dschinn, ihm endlich ihre drei Wünsche mitzuteilen, damit er in sein Land Caliban zurückgehen kann, zunächst nicht eingeht. Die Jugendliche bekam einen Dschinn, weil sie in der Schule einen „wahren Wunsch“ äußerte, nämlich „sie bräuchte sich nicht unsichtbar zu fühlen“, was immer das bedeuten mag. Anstatt sich etwas zu wünschen, fragt sie den Dschinn nach Caliban. Er antwortet: „Caliban ist meine Welt, und in die würde ich gern zurückgehen, vielen Dank auch, weil ich dort nicht älter werde. Dschinn altern genau wie Menschen, solange wir hier sind, um Wünsche zu erfüllen, was bedeutet, dass du mich inzwischen, ich werfe einen Blick auf die Uhr, sieben Stunden und sechsundvierzig Minuten meines Lebens gekostet hast.“ Sieben Stunden, dreiundfünfzig Minuten sind seit dem Erscheinen des Dschinn ergebnislos vergangen. Der von einem Dschinn erfüllte Wunsch ist nicht dauerhaft. Wer sich – wie das Mädchen es erwägt – Weltfrieden wünscht, bekommt ihn auch. Aber sobald irgendwo ein Gewehr abgefeuert wird, ist es wieder aus damit. Das Mädchen kann sich keinen Wunsch abringen, der sinnvoll wäre, und versucht den Dschinn wegzuschicken. Aber er kann nicht zurück, bevor sie sich irgendwas gewünscht hat. „Was passiert, wenn ich mir nichts wünsche?“ fragt sie den Dschinn. „Dann sterbe ich“, antwortet er. Dieser endlos scheinende Dialog spitzt sich immer weiter zu.
In Maja von Vogels Kinderbuch Die Flaschengeist-Prüfung (2011) begegnet Luis an einem Altglascontainer einem Flaschengeist in Ausbildung. Mick müsste bis zu seiner Abschlussprüfung noch viel üben, aber leider hat er keine Flasche mehr. Luis hilft ihm und nimmt ihn mit zu sich nach Hause, damit er sich dort auf seine Zauberprüfung vorbereiten kann. Zwischen Luis und dem Flaschengeist entwickelt sich eine außergewöhnliche Freundschaft. Das Kinderbuch ist von der Stiftung Lesen empfohlen worden.
In dem Fantasyroman Reckless. Lebendige Schatten (2012) von Cornelia Funke und Lionel Wilgram wird im Kapitel Gefährliche Medizin das Motiv des Flaschengeistes verwendet: Jacob suchte nach einem Platz, wo der Bewohner der Flasche nicht bis in die Wolken wachsen konnte. Er entschied sich für die alte Schlosskapelle. Der Bewohner der aus braunem Glas gefertigten Flasche kam nicht aus dem Süden, wo man auf jedem Wüstenmarkt Flaschengeister findet. Es war ein nordischer Geist, ein besonders bösartiger und brutaler Mörder. Genau deren Medizin brauchte Jacob. Weil sie gerne töten, wurden sie eingesperrt und sie wissen, dass sie jedem Dahergelaufenen dienen müssen, der in den Besitz ihrer Flasche gelangt. All ihre Gedanken sind darauf gerichtet, wie sie ihren Meister umbringen können, um sich selbst die Flasche anzueignen. Jacob ließ den Flaschengeist frei. Der Flaschengeist hatte Haare aus biegsamem Glas, sie waren in jedem Land hinter dem Spiegel ein Vermögen wert. Jacob hielt die Flasche fest. Ihr Glas war so kalt, dass es Jacobs Hände gefühllos machte. „Gib sie mir“, sagte der Flaschengeist. Jacob bot ihm die Flasche an, für eine Tropfen von seinem Blut. Sie wurden sich einig. Als sie darum stritten, wer sein Versprechen als erster einlöst, nutzte Jacob einen Augenblick der Unachtsamkeit und stieß dem Geist die Flasche tief in die Nase. Es kam zum Kampf, Jacob riss dem Geist die Flasche heraus und zerschellte sie am First der Kapelle. Der Körper des Geistes explodierte, als hätte ihn jemand mit Sprengstoff gefüllt. Jacob hatte bekommen, was er wollte und er lebte noch.

### Musik
Wilfried Hiller komponierte zwischen 2011 und 2013 das Singspiel Der Flaschengeist – ein Singspiel aus Ozeanien. Das frei nach Robert Louis Stevenson geschriebene Libretto stammt von Felix Mitterer und Wilfried Hiller. Die dramaturgische Bearbeitung erfolgte durch Elisabet Woska und Nicole Claudia Weber. Die Uraufführung war am 23. Januar 2014. Als literarische Vorlage diente die Novelle The Bottle Imp – deutsch: Der Flaschenkobold – des schottischen Schriftstellers Robert Louis Stevenson. Bei Stevenson muss die Flasche weiterverkauft werden, einzig gegen Münzen und zu einem niedrigeren Preis als dem ursprünglichen Kaufpreis. Als der Protagonist an Lepra erkrankt, kauft er die Flasche selber wieder zurück, allerdings zu einem Preis von 1 Cent. Da es keinen niedrigeren Betrag gibt, ist ein Weiterverkauf, der ihn vor der Hölle bewahren würde, ausgeschlossen. Seine Frau findet jedoch heraus, das es auf den französischen Südseeinseln die kleinere Währungseinheit Centime gibt. Aber dort gibt es keinen Käufer. In seiner Novelle greift Stevenson nicht nur das literarische Motiv des Flaschengeistes auf, sondern auch das des Teufelspaktes auf.
Das Singspiel handelt von plötzlichem Reichtum. Damit verbunden ist das teuflische Problem, in der Hölle zu schmoren, wenn der Flaschengeist nicht rechtzeitig weiterverkauft werden kann. Der Teufel tritt im Gewand des Geistlichen auf. Wilfried Hiller verarbeitet dadurch seine schweren Kinderjahre in einem Augsburger Internat.
Das Kinderlied Der Fischer und der Flaschengeist handelt von einem jungen Fischer, der eine alte Flasche findet. Darin befindet sich ein Geist, der den Fischer fressen will.

### Verhaltenswissenschaften
In der feministisch reflektieren Psychotherapie und Pädagogik dient der Flaschengeist als Versinnbildlichung, wie ein Kernproblem der Geschlechterbeziehung aus Sicht des Mannes in früheren Jahrhunderten hätte gelöst werden können: „Ein Mann findet an einem Strand eine leere, verschlossene Flasche. Er nimmt sie und öffnet sie. Heraus kommt ein Flaschengeist. Der sagt: ‘Weil du mich nun nach Tausenden von Jahren Gefangenschaft in dieser Flasche befreit hast, darfst du dir etwas wünschen.’ Der Mann: ‘Also ich möchte schon lange einmal nach Hawaii reisen, aber ich habe Angst vor dem Fliegen, und bei Seefahrten wird mir immer schlecht. Könntest du mir nicht eine Straße von hier nach Hawaii bauen?’ Der Geist: ‘Geht nicht. Das sind ja immerhin ein paar Tausend Kilometer. Das ist ein viel zu großer Wunsch. Kannst du dir nicht etwas Einfacheres wünschen?’ Der Mann: ‘Also dann möchte ich, dass du mir beibringst, wie die Frauen denken. Denn ich kann oft den Gedankengängen meiner Frau nicht folgen. Und ich weiß oft nicht, was mit ihr los ist. Bring mir bei, wie eine Frau fühlt und denkt.’ Darauf der Flaschengeist hastig: ‘Wegen der Straße – sagtest du zwei- oder vierspurig?’“ In unserer Gegenwart stellt sich die Frage, ob das umfassende Angebot an Ratgeberliteratur ausreicht, um dem Mann zu helfen, weibliches Denken und Fühlen zu verstehen.
Tagträume sind eine Methode, um Lebensträumen auf die Spur zu kommen. Ein Fantasiespiel gibt Gelegenheit, generelle Tendenzen und neue Möglichkeiten zu erkennen: Ein Flaschengeist erfüllt genau das, worum er gebeten wird. Es ist also wichtig, ihm die Wünsche möglichst konkret und detailreich zu schildern.

### Kommunikation im Internet
Das Unternehmen Apollinaris verwendete bereits Ende der 1990er Jahre bei einem Internetpreisausschreiben einen Flaschengeist, einen Dialogroboter, der auf zahlreiche mögliche Fragen und Antworten programmiert ist und dadurch Interaktion zwischen dem Benutzer und Apollinaris simuliert. Wie bei einem Chat mit einem Menschen hatte der Roboter immer eine passende Antwort bereit. Der entstehende Dialog war abwechslungsreich, sodass der Rezipient motiviert wurde, das Spiel zu Ende zu spielen.